# Rolf Rätsch
Rolf Rätsch (* 1. August 1935 in Göttingen; † 1. Februar 1995 in Langenscheid) war ein deutscher Tischtennis-Spieler und Teilnehmer der Weltmeisterschaft 1959.
In der Datenbank des Weltverbandes ITTF wird er fälschlich mit dem Vornamen "Theo" geführt.

## Werdegang
Rätsch spielte zunächst im Verein Post SV Koblenz und danach lange Zeit beim TTC Deutsches Eck Koblenz. 1949 gewann er die Rheinland-Meisterschaft der Jungen. In den 1950er Jahren wurde er mehrfach in die Rheinlandauswahl berufen, u. a. auch im Deutschlandpokal. 1959 belegte er in der Rangliste des Rheinlandes Platz eins.
In diesem Jahr wurde er für die Individualwettbewerbe der Weltmeisterschaft in Dortmund nominiert. Hier setzte er sich im Einzel in der Qualifikationsrunde gegen Wim Augustinus (Niederlande) und Herbert Köhncke (Deutschland) durch. In den Hauptrunden siegte er über Shonie Aki (USA) und Claude Duvernay (Schweiz) und verlor dann gegen den Chinesen Li Jen-Su. Erfolgreicher im Einzel waren bei dieser WM nur der westdeutsche Erich Arndt und drei ostdeutsche Herren. Im Doppel mit Lothar Stegmann schied er in der ersten Runde gegen die DDR-Spieler Hanschmann/Täger aus.
1960 wechselte Rätsch zum Verein FC Arzheim.

## Privat
Rätsch war verheiratet und hatte zwei Töchter.

## Turnierergebnisse
| Verband | Veranstaltung     | Jahr | Ort      | Land | Einzel    | Doppel     | Mixed        | Team |
| ------- | ----------------- | ---- | -------- | ---- | --------- | ---------- | ------------ | ---- |
| FRG     | Weltmeisterschaft | 1959 | Dortmund | FRG  | letzte 64 | letzte 128 | keine Teiln. |      |